# Life TV
Life TV est une chaîne de télévision généraliste privée ivoirienne, qui met en avant le mode de vie de la jeunesse ivoirienne avec une approche originale et décomplexée. La chaîne est diffusée en HD (depuis sa création) via la TNT, le câble et sur le satellite. Nous pouvons de plus, retrouver les programmes sur l'application LifePlay.

## Historique
Life TV est née d’une idée du promoteur, Fabrice Sawegnon, celle de créer une télévision reflétant l'Afrique. En 2009, le gouvernement ivoirien annonce la libéralisation de l'espace audiovisuel. Mais, il faudra attendre 2017 pour que la HACA dévoile les cinq chaînes de télévision retenues dont Life TV. Le 14 décembre 2017, le promoteur signe un partenariat stratégique avec le Groupe M6, afin de profiter de son expérience. Life TV démarre sa diffusion le vendredi 26 juin 2020 à 20H00 avec le premier numéro du Life Talk.

## Programmation
Life TV se veut décomplexée, originale et positive. Elle propose ainsi des émissions originales et une sélection de meilleurs films et séries africains et internationaux.

### Programmation actuelle

#### Informations et découverte
- Le JT
- La case commerciale
- Y'a Problème
- Le Grand Talk
- Sans langue de Boua
- Le Talk des vacances

#### Divertissement et Talk-shows
- Willy à midi
- le vrai match
- Au quartier
- Le Club
- La petite sauce
- Chante ta vie
- 13 minutes chrono
- Micro folies
- La foire des deals
- Life Music Talent
- Jour de chance
- Tiktokeur

#### Téléréalités
- Le Djai

#### Séries ivoiriennes
- L'affaire Bomblin
- Isabelle

#### Séries africaines
- Confessions Intimes
- The River

#### Séries US
- Los Angeles Bad Girls

### Anciennes Programmations

#### Informations et découvertes
- Immersion

#### Divertissement et Talk-shows
- "Allo Caviar" avec Coach Hamond Chic
- Life Talk
- Life WKD
- Abidjan, on dit quoi ?
- Euro Ivoire Quiz
- Cuisine de stars
- La Main de Fer
- La Réunion
- Les histoires de Roro
- Parcours d'entrepreneurs
- Fashionista
- Entrepreneur

#### Téléréalités
- DS Days
- Jeune Mansa (saison 1 et 2)
- Apoutchou Life
- La mère des chinois
- WAGS
- INSIDE
- Les Lifeuses

#### Séries ivoiriennes
- Aphasie
- 21

#### Séries africaines
- MTV Shuga

#### Séries US
- FBI
- Magnum P.I.

## Présentateurs et animateurs

### Présentateurs et animateurs actuels
- Willy Dumbo
- Kevine Obin
- Braising Girl
- X-Men La voix
- Sandra Xifre (La Blanche Nouchie)
- Perle Rare 14
- Brice Anoh
- Deperpignan

- Marlon Kouadio
- Esther Uha
- Antonella Ghantous
- André Boua
- Alain Toussaint
- Daouda Coulibaly
- Élise Gbolougbeu
- Isabelle Vovor
- Hermann Aboua
- John Jay
- Serges Quashie
- Jean Marc Séka
- Sharon Camara
- Apoutchou sans filtre
- Akon
- Roro
- DJ Sangenis

- Boris Gouma
- Hen Rit
- Amy Touré
- Rayana Assi
- Mélissa Djédjé
- Eric Landry
- Nicki
- Marie-Paule Adjé
- Konnie Touré

### Anciens présentateurs et animateurs
- Sery Dorcas
- Sophy Aiida
- Coach Hamond Chic
- Manuella Pokossy

- Jean Paul Adomon
- Rabia Diallo
- Israël Guébo
- Suspect 95
- Sadia la Sadiance

## Diffusion
| N°                                   | Bouquet             |
| ------------------------------------ | ------------------- |
| 6                                    | TNT                 |
| 206                                  | Les Bouquets Canal+ |
| Application Android & IOS, site web. | LifePlay            |
|                                      | La TV d'Orange      |

### Pays de diffusion
| Afrique de l'Ouest | Afrique de l'Est | Afrique Centrale                 | Afrique Australe | Afrique du Nord |
| ------------------ | ---------------- | -------------------------------- | ---------------- | --------------- |
| Bénin              | Burundi          | Angola                           | Botswana         | Mauritanie      |
| Burkina Faso       | Djibouti         | Cameroun                         | Malawi           | -               |
| Côte d'Ivoire      | Rwanda           | Congo                            | Namibie          | -               |
| Guinée-Bissau      | Éthiopie         | Gabon                            | Mozambique       | -               |
| Guinée Conakry     | Kenya            | Guinée Équatoriale               | Swaziland        | -               |
| Mali               | Ouganda          | République de Centre-Afrique     | Zambie           | -               |
| Niger              | Tanzanie         | République Démocratique du Congo | Zimbabwe         | -               |
| Sénégal            | Érythrée         | Tchad                            | Seychelles       | -               |
| Cap Vert           | Somalie          | Sao Tomé                         | -                | -               |
| Gambie             | Soudan           | -                                | -                | -               |
| Ghana              | Sud Soudan       | -                                | -                | -               |
| Liberia            | -                | -                                | -                | -               |
| Nigeria            | -                | -                                | -                | -               |
| Sierra Leone       | -                | -                                | -                | -               |

## LifePlay
LifePlay est la plateforme de replay et de vidéo à la demande de la chaîne de télévision ivoirienne Life TV. Elle a été créée en 2020 sous deux formats, une version web et une version mobile disponible sur Android et IOS. 
L'on a la possibilité de suivre les émissions en direct depuis l'application. Elle peut s'avérer payante ou gratuite suivant la zone géographique de l'utilisateur mais aussi du programme choisi. 

## Life Radio
Life radio faisant partie du Life Groupe est une radio généraliste axée sur l’information, l’éducation, le divertissement et la bonne musique. Elle se veut le reflet de la vraie vie des populations ivoiriennes, une marque qui accompagne, inspire et influence positivement la vie quotidienne des Ivoiriens.
Elle est la première radio commerciale à opérer un rebranding complet (changement de nom, de fréquence et de ligne éditoriale). Life Radio dispose d’une cible large allant de 15-25 ans à 15-45 ans.

### Historique
En 2014, la HACA (Haute Autorité de la Communication Audiovisuelle) lance un appel d’offres pour étoffer l’offre radiophonique de la Côte d’Ivoire car le pays ne comptait auparavant que 2 radio commerciales.
En 2015, Vibe Radio est lancée et portée par Lagardère active radio international, la radio lance ses programmes sous le positionnement de radio musicale.
En 2019, Vibe Radio est rachetée au groupe Lagardère par M. Fabrice Sawegnon ainsi que la totalité des parts de Vibe Radio Côte d’Ivoire, Vibe Radio Sénégal et le média féminin ELLE.CI. 
La crise du Covid-19 et ses conséquences inévitables ont eu un fort impact sur le chiffre d’affaires des médias et des annonceurs. Cependant, les habitudes d’écoute des auditeurs ont évolué et le paysage médiatique s’est fortement enrichi et élargi.
En 2022, LIFE RADIO naît de la vision de consolider les piliers d’un groupe média dont les marques seraient compléments incontournables dans le paysage audiovisuel ivoirien et africain. Une synergie qui unit désormais la télévision et la radio.
Life Radio est la première radio commerciale à opérer un rebranding complet (changement de nom, de fréquence et de ligne éditoriale).

### Les programmes
Life Radio disposant d’une équipe d’animateurs professionnels et surtout multi-casquettes (influenceurs, artistes, humoristes, etc.) qui mobilisent plus de 5 000 000 d’internautes sur le digital. A pu mettre en place une multitude d’émissions prenant en compte un éventail de sujet, pouvant parler à tous et à toutes.

#### Les émissions Prime Time
- Life Matin avec Gerard Tallman, Armel Mendy, Line Beugré et Deperpigan : La matinale d’informations qui décrypte l’actualité nationale et internationale avec énergie et convivialité. L’émission met également en scène les acteurs les plus prestigieux de la société ivoirienne (dirigeants d’institutions, chef d’entreprise, hommes politiques, diplomates, etc.).

- Willy à la descente avec Willy Dumbo, Boris Gouma, Julien Goualo et Akon : Toutes les émissions n’ont pas besoin d’être sérieuses ! Surtout avec le célèbre Willy Dumbo. Détendez-vous après le travail… « Affairages », blagues, humour et discussions avec des personnalités exerçant dans l’industrie créative.

- Ce que pensent les femmes & les hommes avec Braising Girl et Daysie Frangine : Émissions de débats sur tous les sujets de société actuels. Zéros tabous et avis partagés sur des sujets brûlants. Nos chroniqueurs et leurs invités disent à haute voix ce qui se pense tout bas.

##### Les émissions éducatives
- Clé de réussite avec Eric Landry : Les dirigeants et les entrepreneurs sont le public cible de ce programme. « Clé de réussite » décortique les chemins empruntés par ces derniers, parfois atypiques et audacieux. Les invités de l’émission font découvrir au public des moments charnières de leur carrière. Et expliquent comment ils ont réussi à se sortir des situations parfois difficiles, leur vision, etc.

- Woman Up avec Edith Brou Bleu : Un talk-show pour les femmes qui font avancer notre continent à travers leurs initiatives, leurs histoires, leurs parcours et leurs réalisations. Woman Up plaide pour leadership féminin, l’égalité des sexes et toutes les initiatives qui favorisent l’automatisation des femmes.

- Génération Life avec Akon : Les voix des jeunes sont rares à la radio. Pourtant, ils ne manquent pas d’idées et d’énergie. Génération Life se positionne comme une plateforme d’expression pour les jeunes. A leur écoute, Life Radio leur permet des s’exprimer et de les éduquer.

##### Les émissions culturelles
- Life chez vous avec Amy Dembele : Une émission culturelle et découverte qui partage des idées pour améliorer le quotidien des Ivoiriens. Au programme… Bon plans, découvertes, culturelles, historiques, artistiques, culinaires, etc.

- Maquis Life : Le cœur de Côte d’Ivoire s’exprime dans le Maquis Life : rencontrez des artistes, des groupes de wôyô et vos animateurs préférés dans une ambiance familiale et festive… Ambiance maquis garantie On Air !

##### Les émissions musicales
- Djoumah
- Spirit Flow
- Life Hit
- La Sunday Life

"La musique a toujours été au centre de la spiritualité… Life Radio accompagne donc ses auditeurs dans leurs différents lieux de culte."

## Organisation

### Dirigeants

#### Président-directeur général
- Fabrice Sawegnon

#### Directeur des programmes
- Guy Sahouegnon

#### Directrice de la régie commerciale
- Nirine Anon

#### Directeur de l’exploitation audiovisuelle
- Hyacinthe Hounsou

#### Directeur financier
- Charles-Evans Yolou

#### Directeur groupe de la stratégie et du marketing
- Closran N’Guessan

#### Directrice de l’information
- Mayline Meynard

#### Directrice juridique et administrative
- Mélissa Djédjé

#### Directeur artistique
- Guillaume Gnakouri